# Driekus Barendregt
Hendrikus Gerardus (Driekus, Driek) Barendregt (Barendrecht, 27 januari 1930 - aldaar, 19 maart 1998) was een Nederlandse landbouwer en politicus voor de Staatkundig Gereformeerde Partij (SGP).
Geboren, getogen en gestorven in de Zuid-Hollandse plaats Barendrecht, zat Barendregt bijna dertig jaar in de gemeenteraad. Voor zijn partij had hij later ook zitting in de - opgeheven - Rijnmondraad alsook in de Provinciale Staten van de provincie Zuid-Holland. Hij besloot zijn politieke loopbaan als lid van de Eerste Kamer, waarvan hij de meeste tijd ook fractievoorzitter was.
Barendregt stond bekend om zijn krachtige stem en Barendrechtse tongval alsmede om zijn nuchtere en rechtlijnige beoordeling van zaken.

## Onderscheidingen
- Ridder in de Orde van Oranje-Nassau (26 augustus 1982)
- Ridder in de Orde van de Nederlandse Leeuw (6 juni 1995)

- Biografisch Portaal: 71326221
- Parlement.com: vg09llnx6wtz